# Rivière Kaawiiskwamekwaachiuch
La rivière Kaawiiskwamekwaachiuch est un affluent de la rive nord-est du lac Indicateur lequel est traversé par la rivière Témiscamie, coulant dans la municipalité de Eeyou Istchee Baie-James, dans la région administrative du Nord-du-Québec, au Québec, au Canada.
Ce cours d'eau coule entièrement dans la réserve faunique des Lacs-Albanel-Mistassini-et-Waconichi.
La vallée de la rivière Kaawiiskwamekwaachiuch est desservie indirectement par la route 167 (sens nord-sud) venant de Chibougamau qui passe à environ 19 km à l'ouest du plan d'eau de tête de la rivière Témiscamie. Cette route parcourt la vallée de la rivière Takwa (située à l'ouest de la rivière Témiscamie) pour remonter vers le nord.

## Géographie
Les bassins versants voisins de la rivière Kaawiiskwamekwaachiuch sont :
- côté nord : lac Gaschet, lac Pluto (rivière Saffray), rivière Péribonka, rivière Saffray, lac Jules-Léger, rivière Eastmain ;
- côté est : rivière Péribonka, rivière Péribonka Est, rivière Épervanche rivière Savane ;
- côté sud : rivière Péribonka, rivière Témiscamie, rivière Épervanche, lac Béthoulat, lac Bussy, lac Coursay, lac Témiscamie, rivière Mistassibi ;
- côté ouest : rivière Atihkaameukw, rivière Témiscamie, lac Indicateur, rivière Eastmain, rivière Tichégami[2].

La rivière Kaawiiskwamekwaachiuch prend sa source d'un lac non identifié (longueur : 3,8 km ; altitude : 764 m) situé dans la réserve faunique des Lacs-Albanel-Mistassini-et-Waconichi, à 27,2 km à l'ouest de la limite de la MRC de Maria-Chapdelaine) (région administrative du Saguenay-Lac-Saint-Jean).
La source de la rivière Kaawiiskwamekwaachiuch est situé à :
- 14,3 m au sud-est du lac Pluto (rivière Saffray) qui constitue le lac de tête de la rivière Saffray ;
- 43,9 m à l'ouest du cours de la partie supérieure de la rivière Péribonka ;
- 19,9 m à l'est du cours supérieur de la rivière Tichégami ;
- 25,7 km au nord-est de l'embouchure de la rivière Kaawiiskwamekwaachiuch (confluence avec la rivière Témiscamie) ;
- 123,8 km au nord-est du lac Albanel (anse La Galissonnière) ;
- 167 km au nord-est de l'embouchure de la rivière Témiscamie (confluence avec le lac Albanel) ;
- 189,2 km au nord-est de l'embouchure du lac Mistassini (tête de la rivière Rupert)[2].

À partir du lac de tête (lac non identifié), le courant de la rivière Kaawiiskwamekwaachiuch coule sur environ 38 km généralement vers le sud-ouest, entièrement en zone forestière, selon les segments suivants :
- 4,5 km vers le sud-ouest en traversant un lac non identifié (longueur : 3,5 km ; altitude : 749 k4.5m), jusqu'à son embouchure ;
- 5,2 km vers le sud-ouest en traversant un lac non identifié (longueur : 37,5 km ; altitude : 724 km) de nature très difforme, jusqu'à son embouchure ;
- 3,9 km vers le sud-ouest en traversant en fin de segment un petit lac (altitude : 688 m lequel recueille les eaux d'une décharge (venant du nord-est) de lacs non identifiés ;
- 7,4 km vers le sud-ouest jusqu'à la décharge (venant du nord) de lacs non identifiés ;
- 4,8 km vers le sud-ouest, jusqu'à la confluence de la rivière Atihkaameukw (venant du nord) ;
- 3,1 km vers le sud-ouest, jusqu'à l'embouchure de la rivière[2]

L'embouchure de la rivière Kaawiiskwamekwaachiuch (confluence avec la rivière Témiscamie) est située à :
- 38,9 km à l'ouest du cours de la rivière Péribonka ;
- 22,9 km au sud-est du cours de la rivière Tichégami ;
- 101 km au nord-est du lac Albanel (anse La Galissonnière) ;
- 140,5 km au nord-est de l'embouchure de la rivière Témiscamie (confluence avec le lac Albanel) ;
- 163 km au nord-est de l'embouchure du lac Mistassini (entrée de la baie Radisson et début de la rivière Rupert) ;
- 226,6 km au nord-est du centre du village de Mistissini (municipalité de village cri) ;
- 292,5 km au nord-est du centre-ville de Chibougamau ;
- 485 km au nord-est de la confluence de la rivière Rupert et de la baie de Rupert[2].

La rivière Kaawiiskwamekwaachiuch se déverse sur la rive nord-est du lac Indicateur lequel est traversé vers le sud par la rivière Témiscamie. De là, le courant suit le cours de la rivière Témiscamie qui descend sur 179,7 km jusqu'au fond de la baie de la Témiscamie située au milieu de la rive sud-est du lac Albanel ; cette baie est bordée à l'ouest par la presqu'île de Chébamonkoue.
À partir de l'embouchure de la rivière Témiscamie, le courant coule vers le nord en traversant le lac Albanel, puis traverse la passe entre la péninsule Du Dauphin (côté Nord-Est) et la péninsule du Fort-Dorval (côté Sud-Ouest), jusqu'à la rive est du lac Mistassini. De là, le courant traverse vers l'ouest le lac Mistassini sur 47,6 km, jusqu'à son embouchure. Finalement, le courant emprunte le cours de la rivière Rupert (via la baie Radisson), jusqu'à la baie de Rupert.

## Toponymie
Le toponyme « rivière Kaawiiskwamekwaachiuch » a été officialisé le 18 décembre 1986 à la Banque des noms de lieux de la Commission de toponymie du Québec, soit à la création de cette commission.